# Alán Bautista
Alán Ernesto Bautista Gutiérrez (Miguel Hidalgo, Ciudad de México, México, 11 de junio de 2002) es un futbolista mexicano. Juega de mediocampista ofensivo y su equipo actual es el Club de Fútbol Pachuca de la Primera División de México.

## Trayectoria
El entrenador Guillermo Almada lo debuta como titular, a nivel profesional, el 13 de enero de 2024 en la victoria 0-1 del Club de Fútbol Pachuca sobre el Club de Fútbol Cruz Azul, partido correspondiente a la primera jornada del Clausura 2024 de la Liga MX.

## Palmarés

### Títulos internacionales
| Título                           | Club          | País   | Año  |
| -------------------------------- | ------------- | ------ | ---- |
| Copa de Campeones de la Concacaf | C. F. Pachuca | México | 2024 |